# 奧古斯坦·迪巴伊
奧古斯坦·伊馮·埃德蒙·迪巴伊（法語：Augustin Yvon Edmond Dubail；1851年4月15日—1934年1月17日），是一位法國陸軍將領，在第一次世界大戰前期西線戰場擔任要職，負責指揮第一軍團。